# Виноградська сільська рада (Коломийський район)
| Виноградська сільська рада — орган місцевого самоврядування у Коломийському районі Івано-Франківської області з адміністративним центром у с. Виноград. Історична дата утворення: в 1940 році. 05.02.1965 Указом Президії Верховної Ради Української РСР передано Виноградську сільраду Тлумацького району до складу Коломийського району. Водоймища на території, підпорядкованій даній раді: річки Велясничка, Стебник, Ворона. Сільській раді підпорядковані населені пункти: - с. Виноград — населення — 1 318 осіб; площа — 10,95 км². - с. Нижня Велесниця — населення — 361 особа; площа — 16,86 км²; перша письмова згадка в 1648 році. |

## Склад ради
Рада складається з 16 депутатів та голови.

### Керівний склад ради
| ПІБ                     | Основні відомості                                                    | Дата обрання | Дата звільнення |
| ----------------------- | -------------------------------------------------------------------- | ------------ | --------------- |
| Луців Галина Михайлівна | Сільський голова, 1956 року народження, освіта, член народної партії | 26.03.2006   | 31.10.2010      |

Примітка: таблиця складена за даними джерела